# アクワ・イボム州

アクワ・イボム州
Akwa Ibom州の愛称: 約束の土地

アクワ・イボム州 (アクワ・イボムしゅう、Akwa Ibom) は、ナイジェリア南部の州。
北緯4°30'から北緯5°30'、東経7°30'から東経8°20'に位置する。
1987年クロスリバー州のクロス川右岸（カラバル県の西部）が分割されて設置された。
西にリバーズ州、北西にアビア州と接し、南はビアフラ湾で大西洋に面する。
2016年の人口は5,450,758人。
主な都市は北部のイギリス植民地時代の1951年に最初の地方行政区域が置かれたイコッ・エッペネなどである。主な言語はアナアン語、イビビオ語、イボ語など。アクワ・イボムの民族は互いに1つの祖先から分かれた民族であると信じられており、アナアン語とイビビオ語は相互に方言のような近い関係にある。アナアンとイビビオとオロンが3大勢力であるが、政治的にはイビビオが権力を保持している。住民の大半はキリスト教徒である。
原油産出州の1つであり、エケッは石油精製都市である。石灰岩、金、硝酸銀、珪砂、粘土、天然ガスなども生産される。住民の過半は農民であり、ココナッツ、天然ゴム、カカオ、米、キャッサバ、ヤムイモ、バナナ、トウモロコシなどを生産している。他に商業、公共部門など。

## 隣接州
- アビア州
- クロスリバー州
- リバーズ州

## 著名人
- サミュエル・ピーター(Samuel Peter)(1980年～)：プロボクサー。元WBC世界ヘビー級王者。
- ヴィンセント・エニェアマ(Vincent Enyeama)(1982年～)：サッカー選手。